# Schinkelplatz
Der Schinkelplatz ist ein dreieckiger Platz im Berliner Ortsteil Mitte. Er wurde im Jahr 1837 nach Plänen von Peter Joseph Lenné angelegt und 1869 nach dem preußischen Baumeister Karl Friedrich Schinkel benannt. Nach der Zerstörung im Zweiten Weltkrieg und der Überbauung in der DDR-Zeit erfolgte 2007–2008 die Rekonstruktion des Schinkelplatzes. Begrenzt wird er von Wohn- und Geschäftshäusern im Westen, vom Spreekanal im Osten und der ehemaligen Bauakademie im Süden.

## Beschreibung
Die Fläche des Schinkelplatzes hat die Form eines schmalen Dreiecks. Gelegen im Bezirk Mitte in der Nähe des Schloßplatzes, gehört das Areal zum bereits vor 1662 bebauten und 1709 eingemeindeten Friedrichswerder. Die Fläche wurde bis 1837 vom preußischen Landschaftsarchitekten und Stadtplaner Peter Joseph Lenné als Platz geplant und danach gestaltet. Die später erweiterte Anlage wie ihr Umfeld sind im Zweiten Weltkrieg weitestgehend zerstört worden. Durch den Abriss des DDR-Außenministeriums, einer zwischenzeitlichen Überbauung des Platzes, entstand 1996 das Areal als Freifläche neu. Neue Planungen begannen, um die ursprüngliche Gestalt weitestgehend wieder herzustellen. Die in Teilen ebenfalls zerstörte und den Platz dominierende Bauakademie wurde jedoch bis August 2025 nicht wieder aufgebaut, obwohl der Bundestag ihre Rekonstruktion 2016 beschlossen hatte. Die Finanzierung und künftige Nutzung sind ungeklärt.

## Geschichte

### Entstehung
Die Gegend des heutigen Schinkelplatzes war einst Hauptzollstelle für den Schiffsverkehr von und nach Berlin. Seit etwa 1670 standen dort die Gebäude des Alten Packhofs, in denen der Zollverkehr für ankommende und abgehende Güter abgewickelt wurde. Diese Bauwerke wurden um 1830 abgerissen und das Ufer begradigt. Vorher bot eine Bucht den Frachtschiffen geeignete Anlegestellen. Auf der Fläche ließ die Berliner Stadtverwaltung einen Neubau für die Bauakademie errichten, die zuvor an drei verschiedenen Standorten nacheinander mehr oder weniger provisorisch untergebracht war. Nach Plänen von Schinkel wurde der auf der heutigen Museumsinsel seit 1750 als Ergänzung zum alten Packhof bereits bestehende Neue Packhof, der in der ehemaligen Orangerie bestand, durch moderne geräumige Anlagen vergrößert und neu organisiert. Der modernisierte und vergrößerte neue Packhof ersetzte 1832 vollständig den alten Packhof auf dem Friedrichswerder.
In einer Zeichnung von 1831 – als Kupferstich 1833 in der Sammlung Architektonischer Entwürfe veröffentlicht – ist Schinkels Absicht zu erkennen, vor der nördlichen Fassade der Bauakademie einen von Bäumen umstandenen Platz anzulegen. Für diesen Platz plante Peter Joseph Lenné einen Schmuckplatz, der den Namen Platz an der Bauakademie erhielt. In den 1860er Jahren wurden hier Denkmäler für Albrecht Daniel Thaer (1860), Peter Christian Wilhelm Beuth (1861) und Schinkel (1869) aufgestellt. Mit der Errichtung des dritten Denkmals änderte die Stadtverwaltung den Namen des Platzes in Schinkelplatz. Die Ehrung der drei Männer in dieser Form war ein Novum in der Berliner Stadtgeschichte, ein Ausdruck für das gewachsene Selbstbewusstsein des städtischen Bürgertums und das Ansehen seiner Leistungsträger. Der Bildhauer Christian Daniel Rauch sprach von den „ersten Helden auf öffentlichem Platze ohne Degen“.

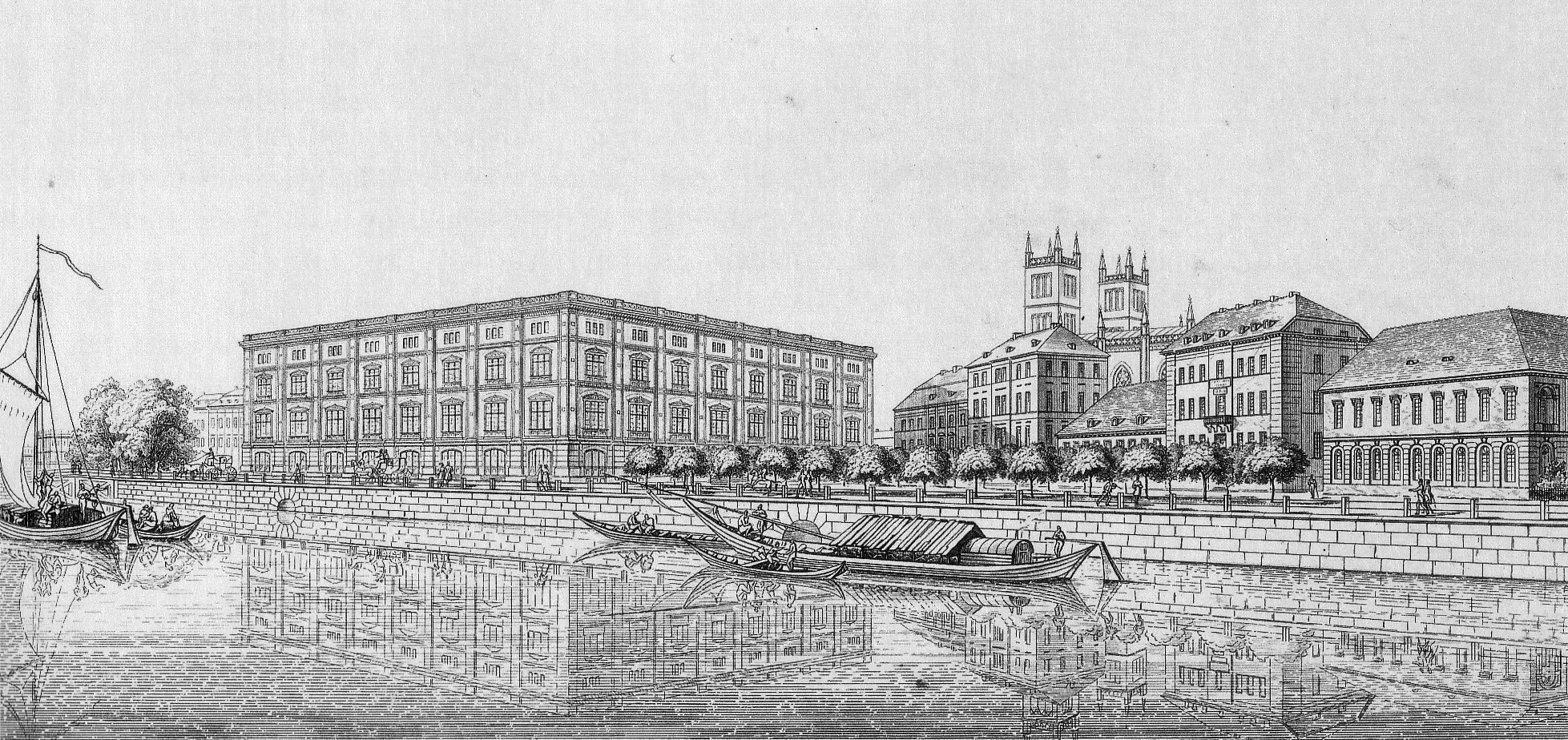
Entwurfszeichnung der Bauakademie, 1831
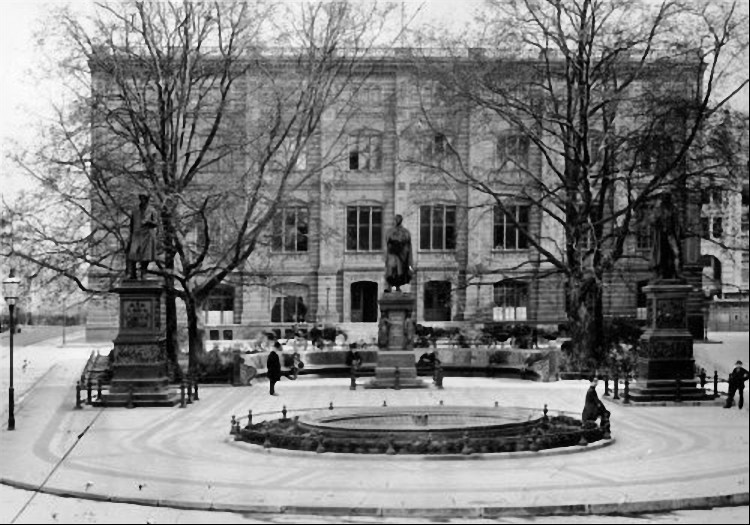
Schinkelplatz 1888
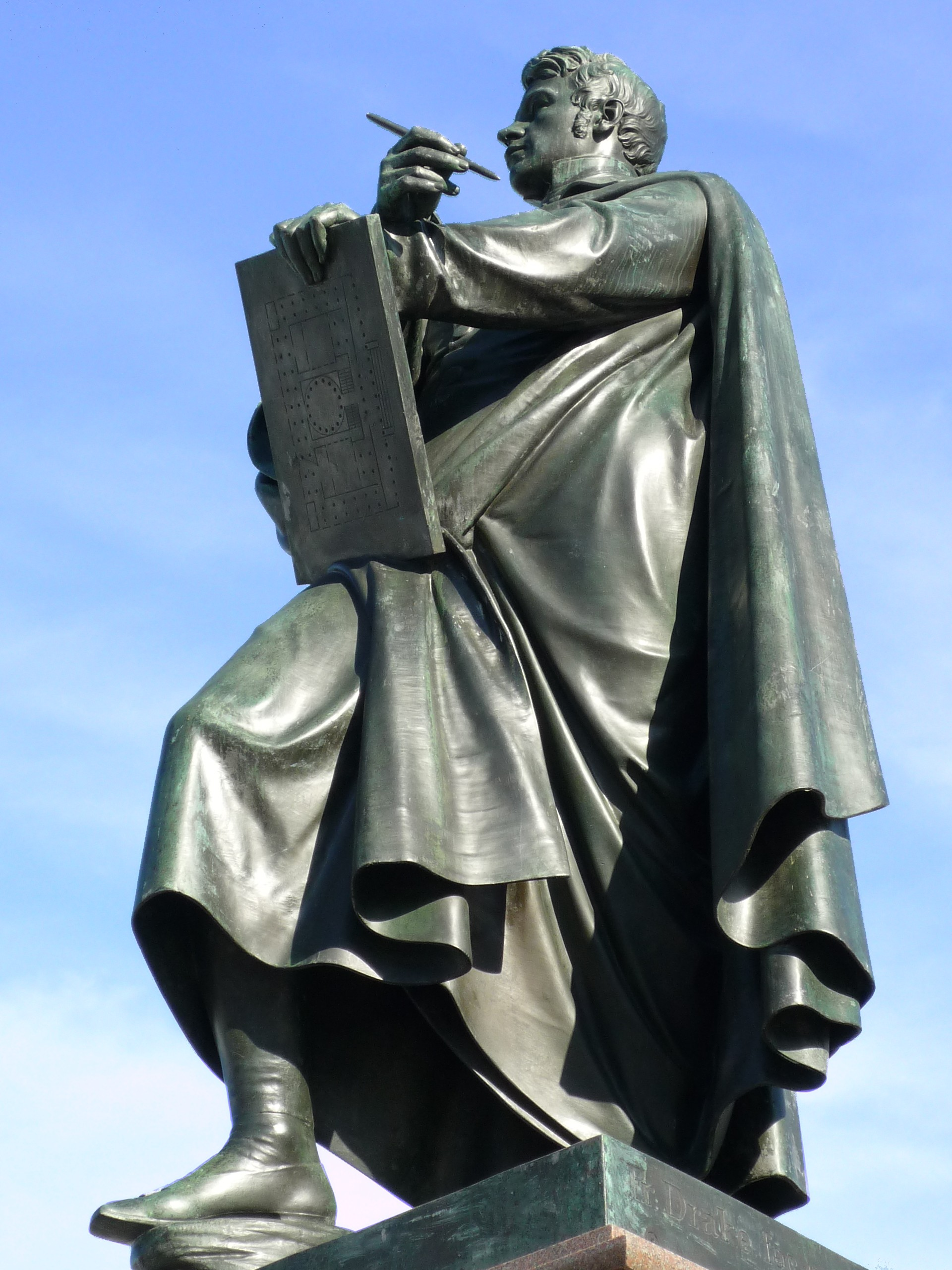
Standbild Karl Friedrich Schinkel
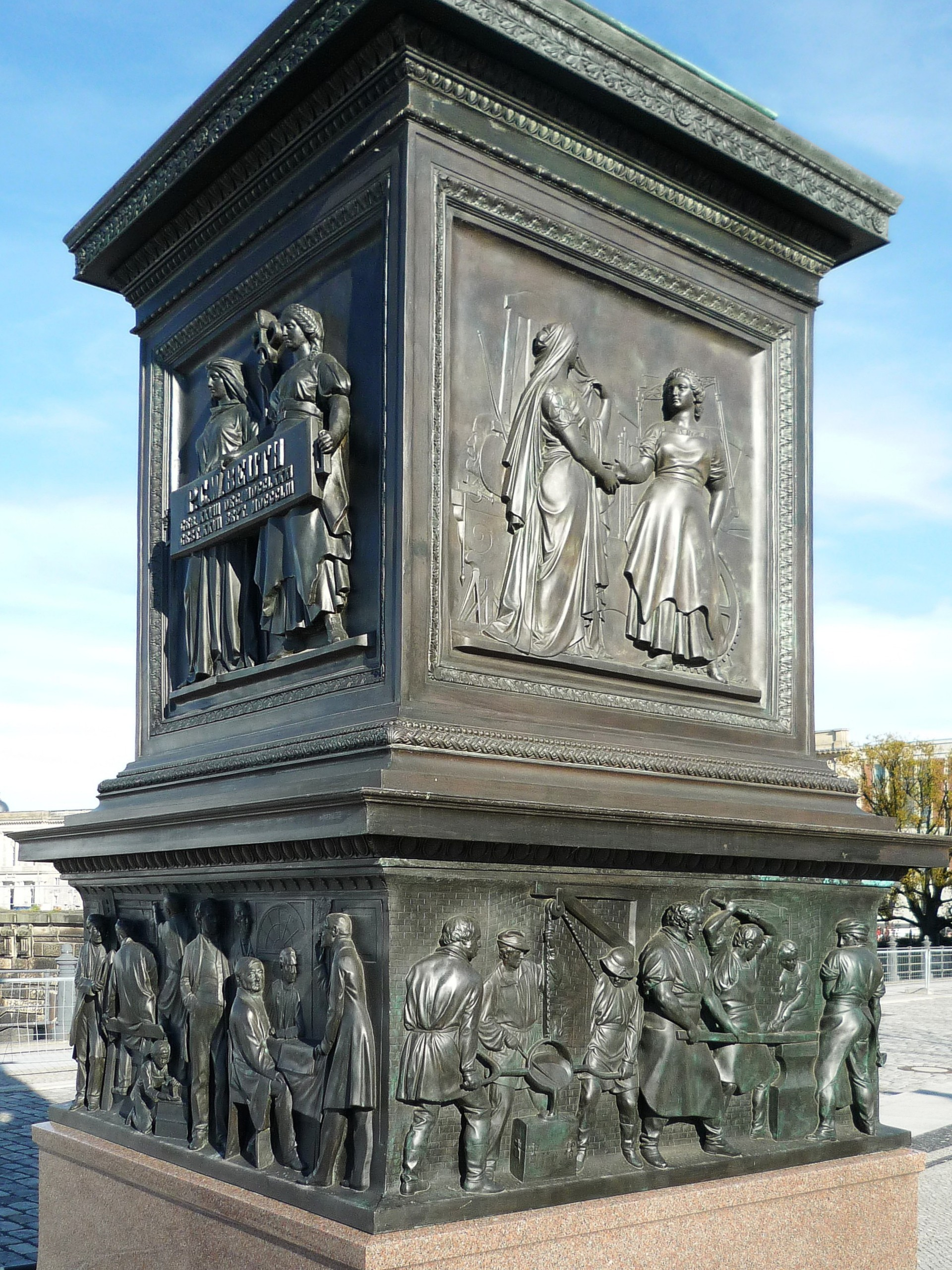
Sockelreliefs am Denkmal Beuth
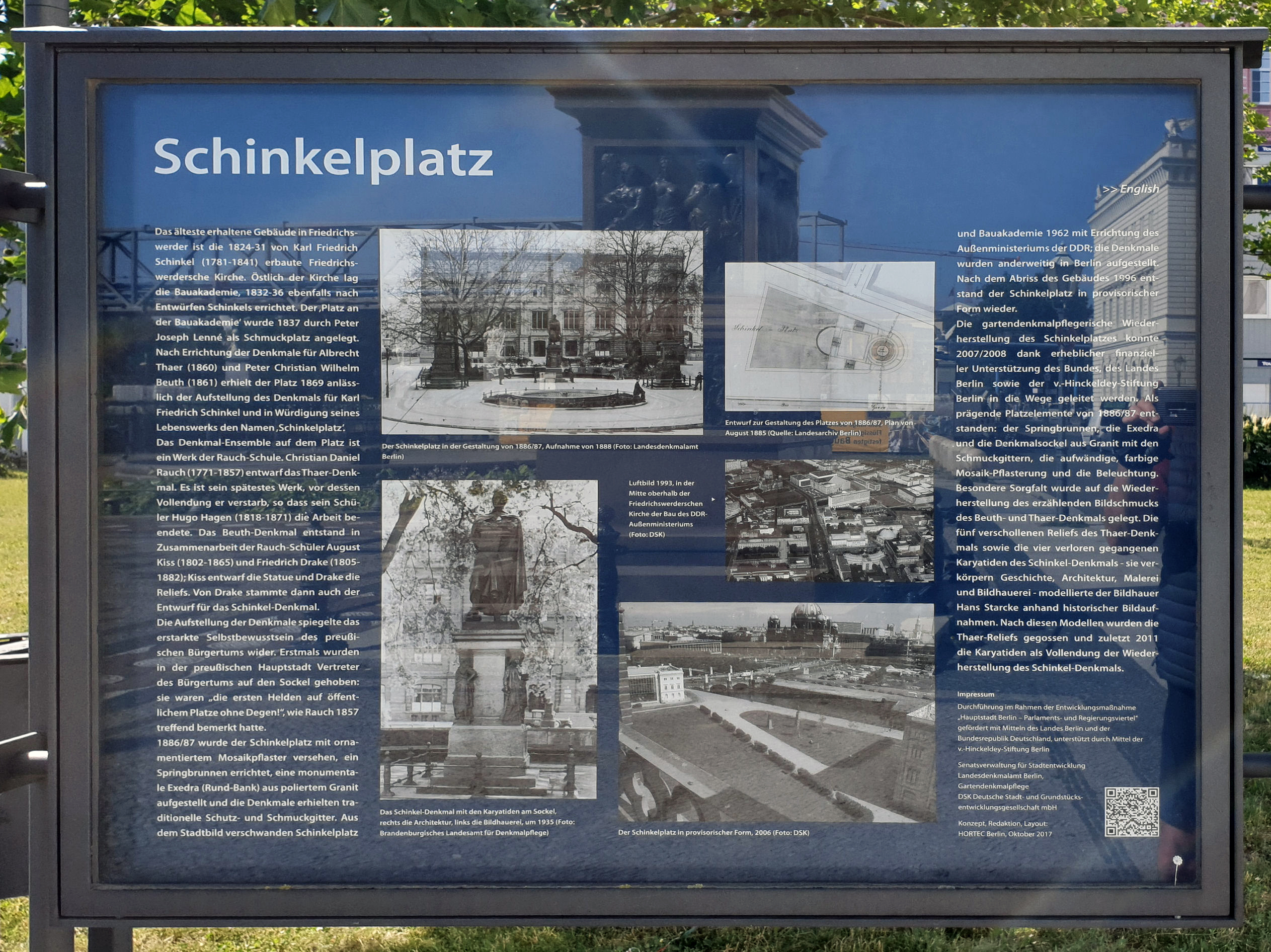
Gedenktafel

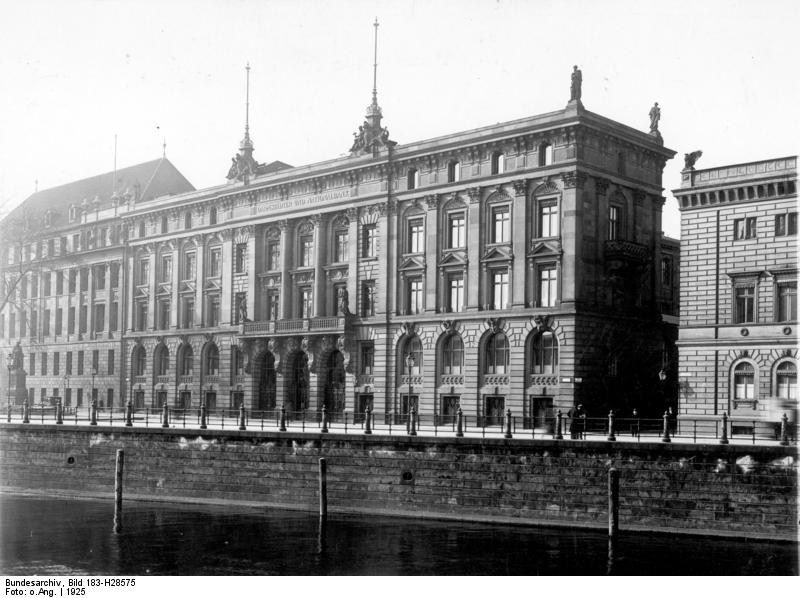
Hauptverwaltungsgebäude der Darmstädter und Nationalbank am Schinkelplatz 1–4, 1925

Das Denkmal für Albrecht Thaer war die letzte Arbeit von Rauch, es war bei dessen Tod noch nicht vollendet und wurde von seinem Schüler Hugo Hagen fertiggestellt. Thaer gilt als Begründer der modernen Landwirtschaftslehre in Preußen. Sein Standbild zeigt ihn in dozierender Haltung, die linke Hand umfasst den Griff eines Pfluges. Vier Reliefs im oberen Teil des Sockels bilden seine Arbeit in allegorischen Szenen ab, vier weitere darunter geben konkrete biografische Situationen wieder.
Das Denkmal für Peter Christian Wilhelm Beuth ist ein Gemeinschaftswerk von zwei weiteren Schülern Rauchs. Beuth war ein hoher Staatsbeamter und förderte erfolgreich den Übergang vom Manufakturwesen zur industriellen Fertigung in Preußen. August Kiss schuf die Statue, von Friedrich Drake stammen die Sockelreliefs: oben Allegorien über das Zusammenwirken von Handel und Industrie, Kunst und Wissenschaft, unten Szenen der technischen und zivilisatorischen Fortschritte jener Zeit.
Drake entwarf auch das Denkmal für Karl Friedrich Schinkel, der als Architekt das Erscheinungsbild der Berliner Stadtmitte entscheidend geprägt hatte. Schinkel ist dargestellt mit Zeichenstift und dem Grundriss des Alten Museums auf einem Zeichenbrett. Der Sockel des Standbildes war an den abgestumpften Ecken geschmückt mit vier Karyatiden, hier als Sinnbilder für die Geschichte und für Schinkels Tätigkeitsbereiche Architektur, Malerei und Bildhauerei. Neben dem Alten Museum stehen bzw. standen weitere bedeutende Bauwerke des Architekten in der näheren Umgebung des Denkmals: die Schlossbrücke, die Neue Wache, die Friedrichswerdersche Kirche und die Bauakademie.
In den Jahren 1886/1887 erhielt der Platz seine langfristig bleibende Gestaltung nach Entwürfen der Ministerial-Baukommission. Die Kosten wurden vom Komitee des Schinkel-Denkmals getragen. Die Fläche vor den Denkmälern erhielt ein farbig ornamentiertes Mosaikpflaster und einen Springbrunnen. Hinter den Denkmälern wurde eine 18 Meter lange, halbrunde Sitzbank aus poliertem Granit aufgestellt – eine formale Entsprechung zu der Rundung des Brunnens und seiner gärtnerischen Einfassung auf der gegenüberliegenden Seite des Platzes. Die Darmstädter und Nationalbank hatte am Schinkelplatz 1–4 ihr Hauptverwaltungsgebäude.

### Zerstörung
Im Zweiten Weltkrieg brannte die Bauakademie weitgehend aus, auch der Schinkelplatz und die umliegende Bebauung erlitten schwere Schäden. Die Statue Schinkels war vom Sockel gestürzt, die Denkmäler von Beuth und Thaer hatten Einschüsse und Splitterschäden davongetragen. Durch Diebstähle gingen 1949 die vier Karyatiden vom Sockel des Schinkeldenkmals sowie fünf Reliefs vom Denkmal Thaers verloren.

### Wiederherstellung

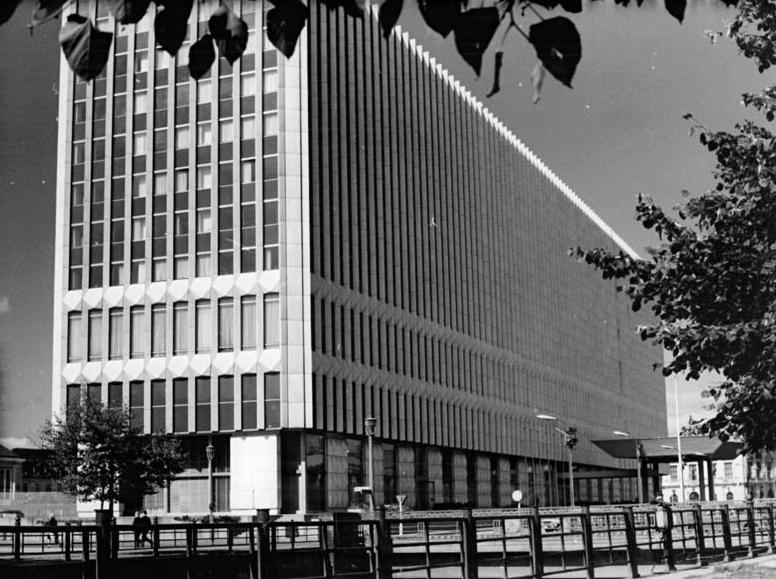
DDR-Außenministerium in Ost-Berlin, 1972

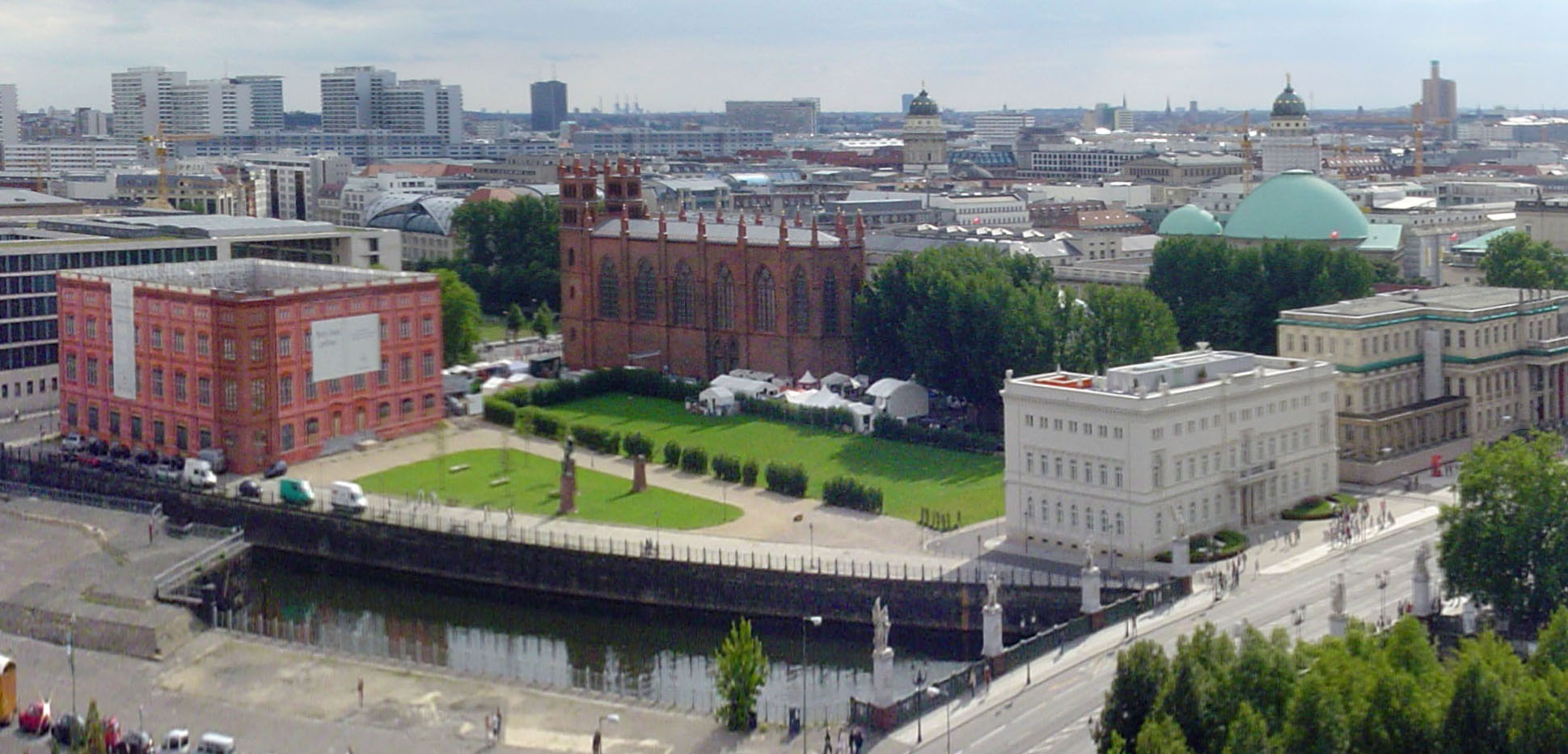
Blick über den Schinkelplatz im Jahr 2005

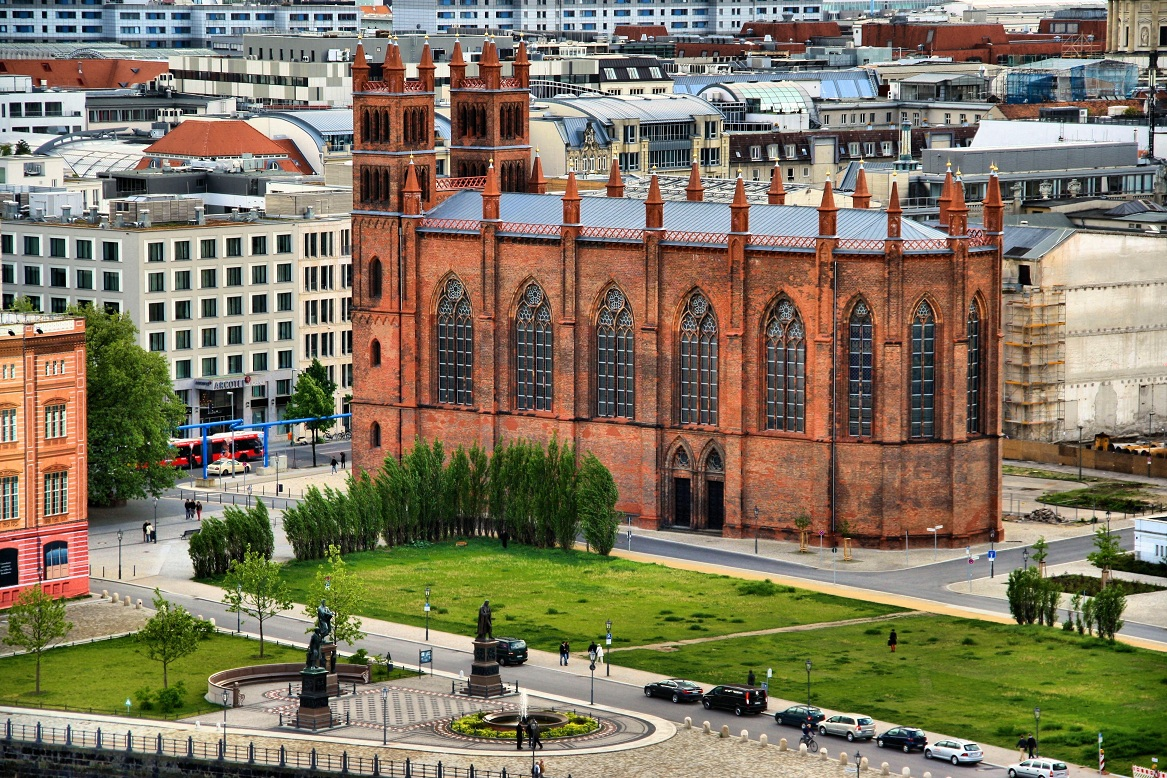
Blick über den Schinkelplatz im Jahr 2012

Maßgebliche Instanzen der DDR entschieden sich trotz erster Instandsetzungen nach dem Krieg letztlich doch gegen die mögliche Restaurierung der Bauakademie. Zwischen 1964 und 1967 entstand so stattdessen auf der Fläche der Akademie einschließlich des Schinkelplatzes ein Neubau für das DDR-Außenministerium. Die drei Denkmäler erhielten neue Standorte innerhalb der Humboldt-Universität und an anderen Stellen im Stadtgebiet.
Nach dem Ende der deutschen Teilung wurde das Gebäude des Außenministeriums in den Jahren 1995/1996 abgerissen. Städtebauliches Ziel war die Rekonstruktion des historischen Stadtgrundrisses. Die Bauakademie sollte wieder aufgebaut werden, der Schinkelplatz wurde neu angelegt, zunächst nur als Rasenfläche. 1996 erhielt die Statue Schinkels ihren früheren Platz zurück, 1999 die von Beuth und 2000 als Kopie die Figur von Thaer, deren Original in der landwirtschaftlichen Fakultät der Humboldt-Universität blieb. In den Jahren 2007 und 2008 erfolgte im Rahmen der Entwicklungsmaßnahme Hauptstadt Berlin – Parlaments- und Regierungsviertel die umfassende Rekonstruktion des Platzes.
Anhand von Fotos und überlieferten Unterlagen wurde unter maßgeblicher Mitwirkung des Berliner Bildhauers Hans Starcke der Zustand von 1886/87 wiederhergestellt. Gartendenkmalpflegerischer Ankerpunkt zur Rekonstruktion war der Fund des originalen Fundaments der Exedrabank im Süden des Platzes. Die Brunnenschale von sechs Metern Durchmesser bekam einen Rand aus rötlichem schwedischen Granit, die Fontäne in ihrer Mitte ist von einem Kranz bronzener Akanthusblätter umgeben, entsprechend den historischen Brunnen am Hausvogteiplatz und am Pariser Platz. Höhe und Intensität der Fontäne können durch die Messwerte eines Windmessers gesteuert werden, der in einer nahestehenden Laterne installiert ist. Zu den umfangreichen Arbeiten gehörten auch Nachbildungen bzw. Nachgüsse der verschollenen oder beschädigten Sockelreliefs an den Denkmälern für Thaer und Beuth. Zunächst fehlten wegen ungesicherter Finanzierung noch die Karyatiden am Sockel des Schinkeldenkmals; Starcke fertigte Nachbildungen dieser Figuren und ließ sie im Juli 2011 am Denkmal anbringen. Die Gesamtkosten der Wiederherstellung betrugen rund 1,6 Millionen Euro. Am 17. Oktober 2008 wurde der erneuerte Platz eingeweiht.

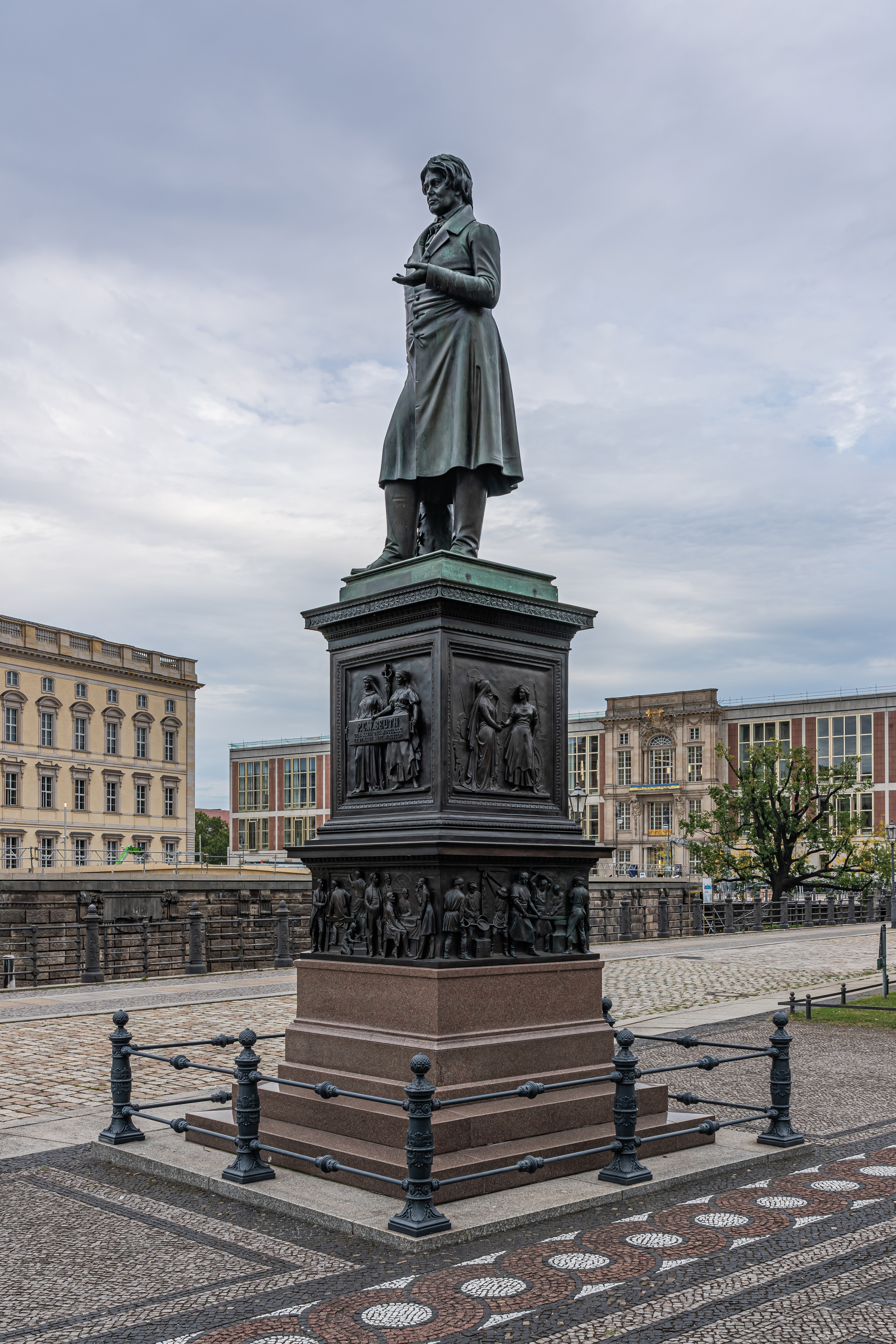
Beuth-Denkmal
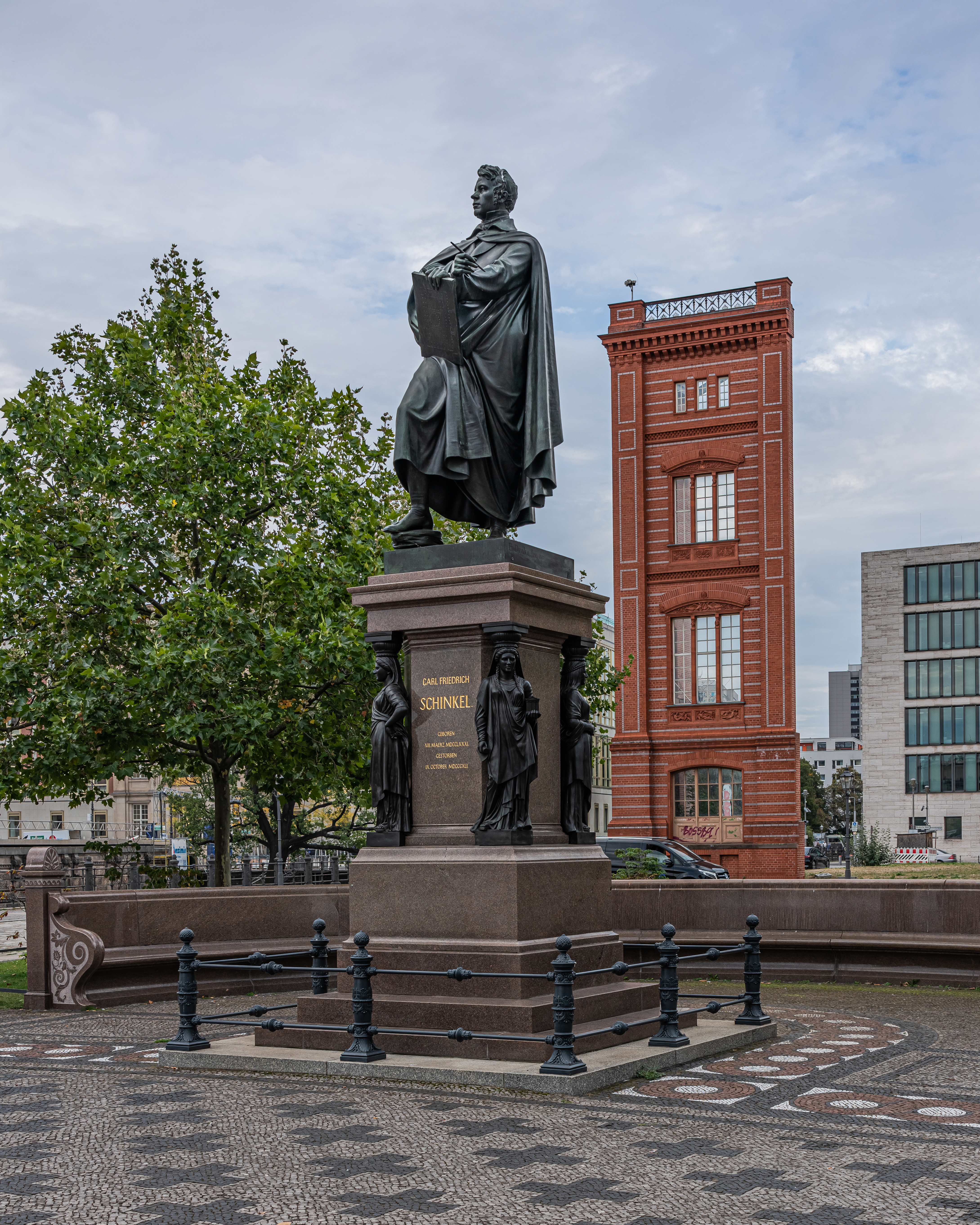
Schinkel-Denkmal
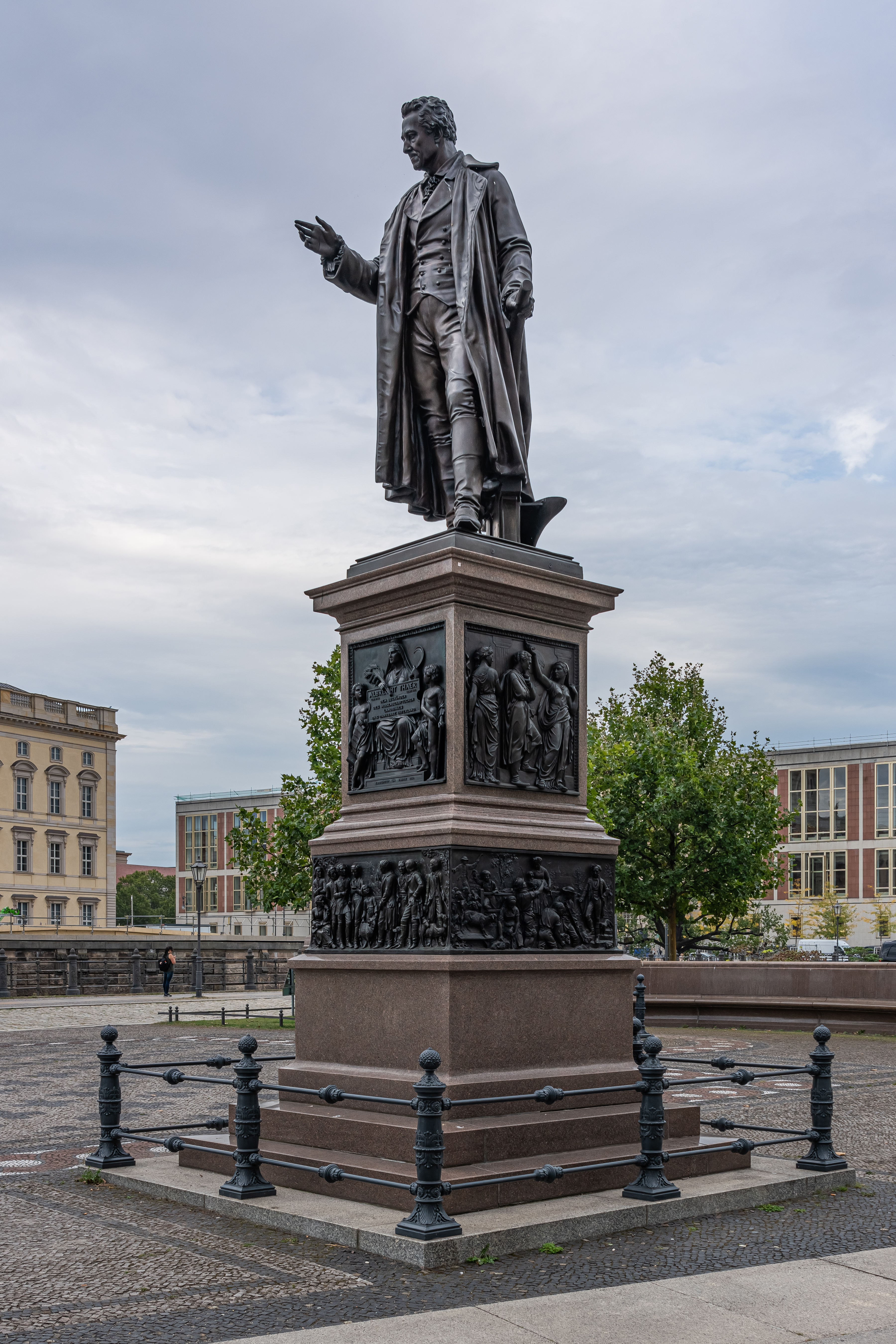
Thaer-Denkmal

## Umgebung

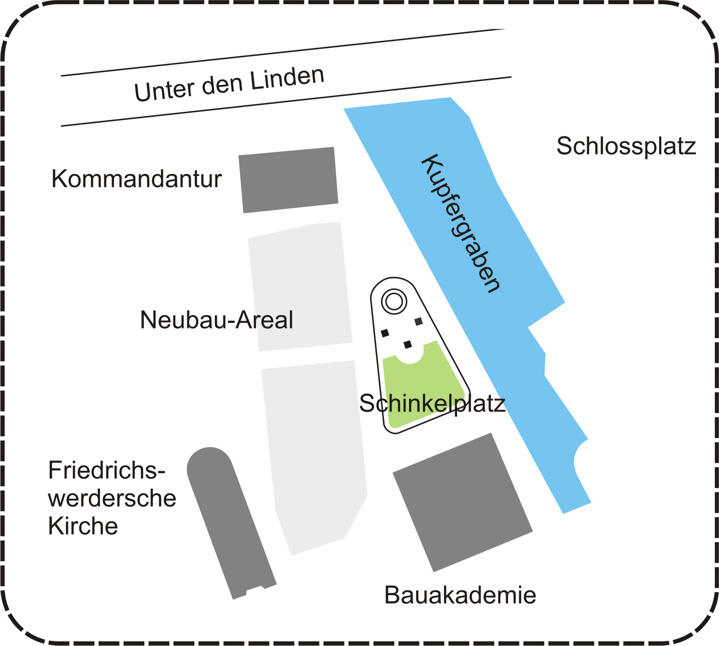
Lageskizze von Schinkelplatz und Umgebung

Bei der Einweihung des Platzes glaubten die Senatsverantwortlichen, die aufwendige gartendenkmalpflegerische Wiederherstellung des Schinkelplatzes in der historischen Mitte Berlins werde sich „auch positiv auf die Gestaltung des umliegenden Bereichs auswirken“. Dieses Ziel wurde auch nach mehr als sechs Jahren nicht erreicht (Stand: Ende 2014). Nur das Gebäude der Kommandantur nördlich des Platzes hat die endgültige Form, seine Rekonstruktion war schon 2003 beendet. Der Wiederaufbau der Bauakademie ist seit Jahren beschlossen, die Finanzierung jedoch nicht gesichert. Eine Ausschreibung verlief erfolglos und wurde abgebrochen.
Auch bei der westlichen Randbebauung an der Niederlagstraße, zwischen Schinkelplatz und Friedrichswerderscher Kirche, soll der historische Stadtgrundriss wieder aufgenommen werden. Die Fläche wurde in sieben Parzellen einzeln veräußert. Der Berliner Bausenat entwickelte eine strenge Gestaltungssatzung, um ein allzu unruhiges Erscheinungsbild der verschiedenen Neubauten zu verhindern. Danach sind vorgeschrieben: eine einheitliche Gebäudehöhe – niedriger als die Friedrichswerdersche Kirche –, eine symmetrische Fassadengestaltung mit Betonung der Mitte, ein Putzauftrag im Farbbereich zwischen Gelb und Grau sowie die Begrenzung von Fenster- und Türflächen auf maximal 40 Prozent der gesamten Fassadenfläche.
Die Fortführung dieses Bauprojekts war zwischen 2009 und 2012 unterbrochen. Zwar hatte das Bundesamt zur Regelung offener Vermögensfragen die Eigentumsverhältnisse geprüft und den Verkauf der Grundstücke für unbedenklich erklärt. Inzwischen hatte aber die Jewish Claims Conference im Namen früherer Grundstückseigentümer Restitutionsansprüche geltend gemacht.
Ein erneuter Wettbewerb zur weiteren Gestaltung fand im Jahr 2012 statt. Im Ergebnis begann 2013 die Neubebauung an den Rändern des Platzes, unter anderem wurde die Falkoniergasse westlich an die Kirche anschließend gemäß der historischen Lage wieder angelegt. Hier entsteht ein Wohnhauskomplex als Kronprinzengärten. An allen bekannt gewordenen Bauentwürfen rund um den Schinkelplatz wurde jedoch bereits vor Fertigstellung Kritik von Bauexperten laut: „Die Entwürfe haben monolithische, einfache Fassaden“, so Wolfgang Schoele, Vorsitzender des Fördervereins Bauakademie, und sie „stünden im krassen Gegensatz zur Friedrichswerderschen Kirche und zur Bauakademie, die mit fein strukturierter Fassade wieder errichtet werden solle“. Der Vorsitzende der Gesellschaft Historisches Berlin äußert sich sogar noch schärfer, die Entwürfe seien „eine intellektuelle Frechheit“. Die Betonung der Erdgeschosszonen mit Geschäften sei zu zurückhaltend, in der Gestaltung der Putzfassade fehlten Strukturelemente etwa Gesimsbänder.
Im Jahr 2014 fand ein weiterer Wettbewerb statt, den die Büros Rafael Moneo (Südteil), Axel Schultes (Mittelteil) und Hemprich Tophof (Nordteil) gewannen. Nach ihren Plänen wurden die Gebäude 2015–2018 errichtet.